# Зерейп
Зерейп (нід. Zeerijp, нід. вимова: [ˈzeːrɛip]) — село в нідерландській провінції Гронінген. Входить до складу муніципалітету Емсделта.
Його площа становить 0,48км², а населення станом на 2021 рік складало 420 осіб.
Перші згадки про населений пункт датуються 10-11 сторіччями.

## Галерея

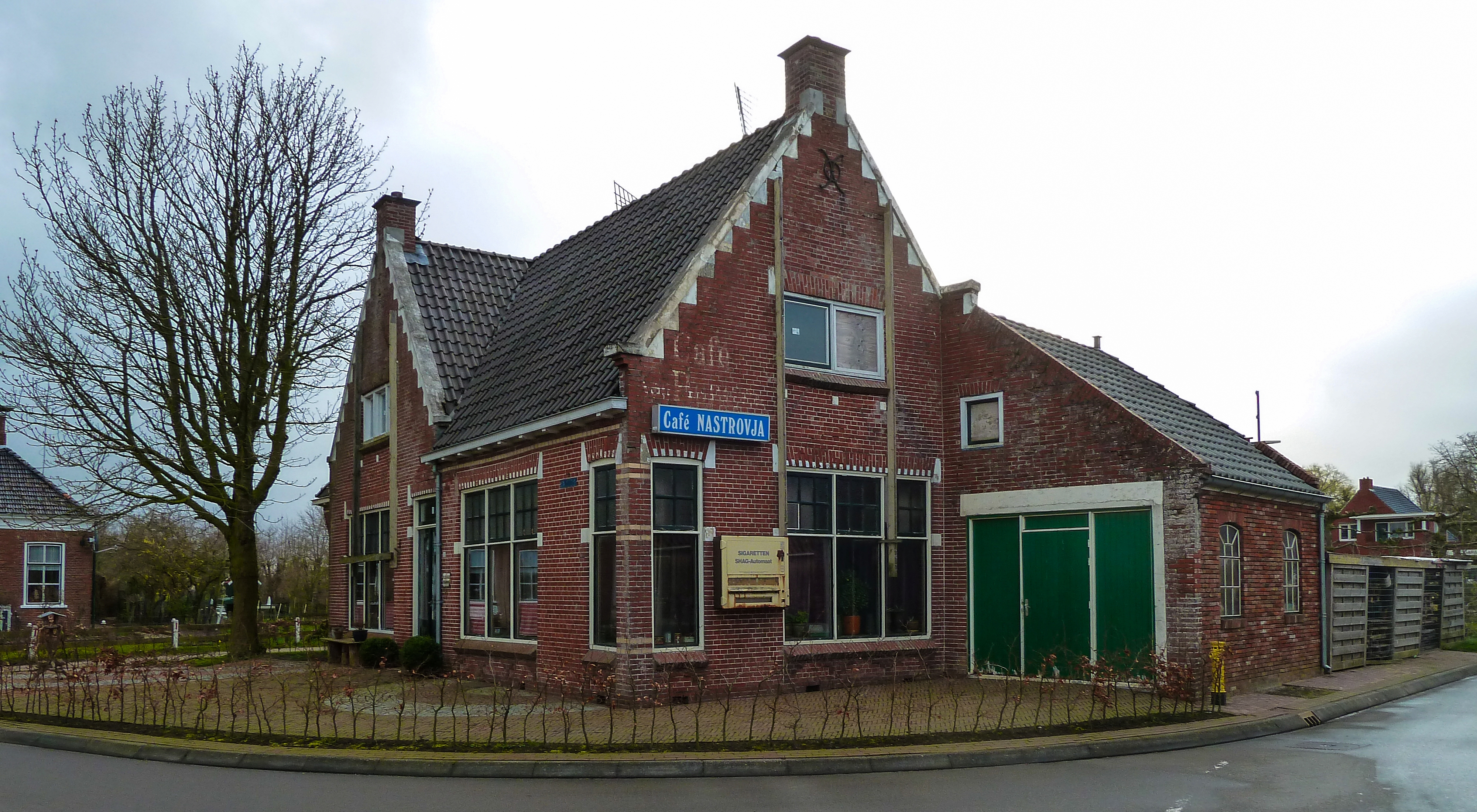
Сільський паб
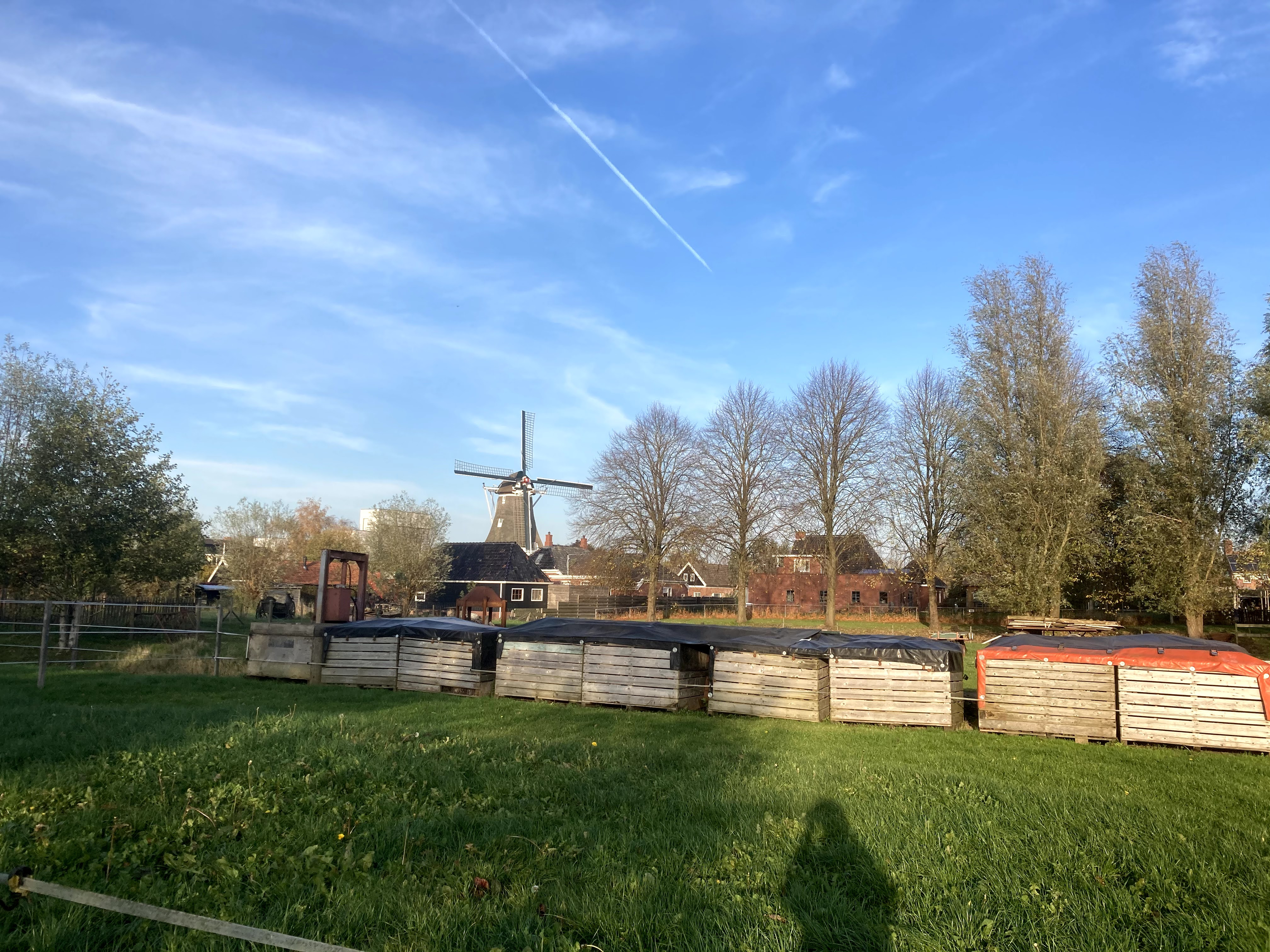
Панорама Зерейпа
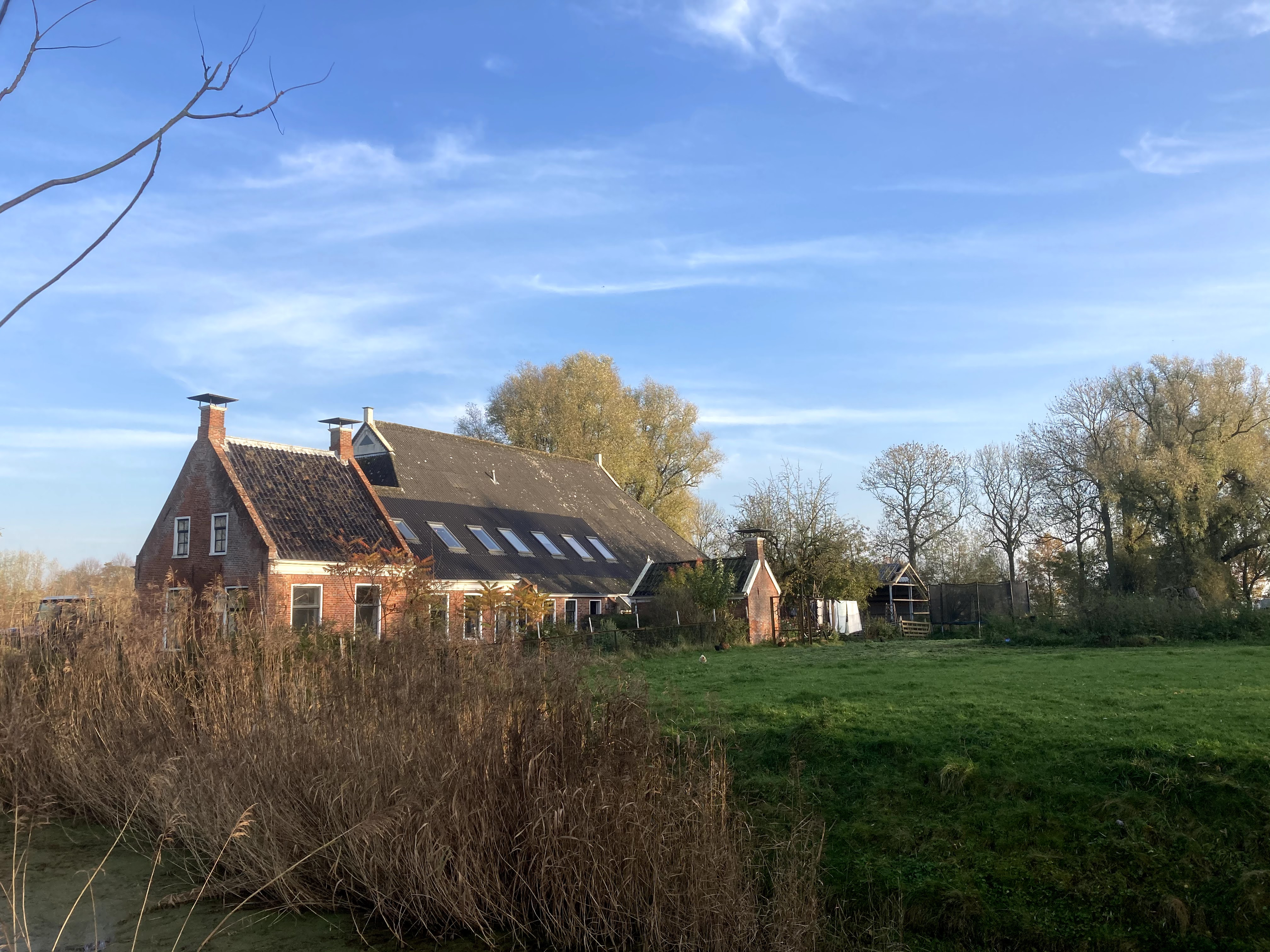
Сільська ферма
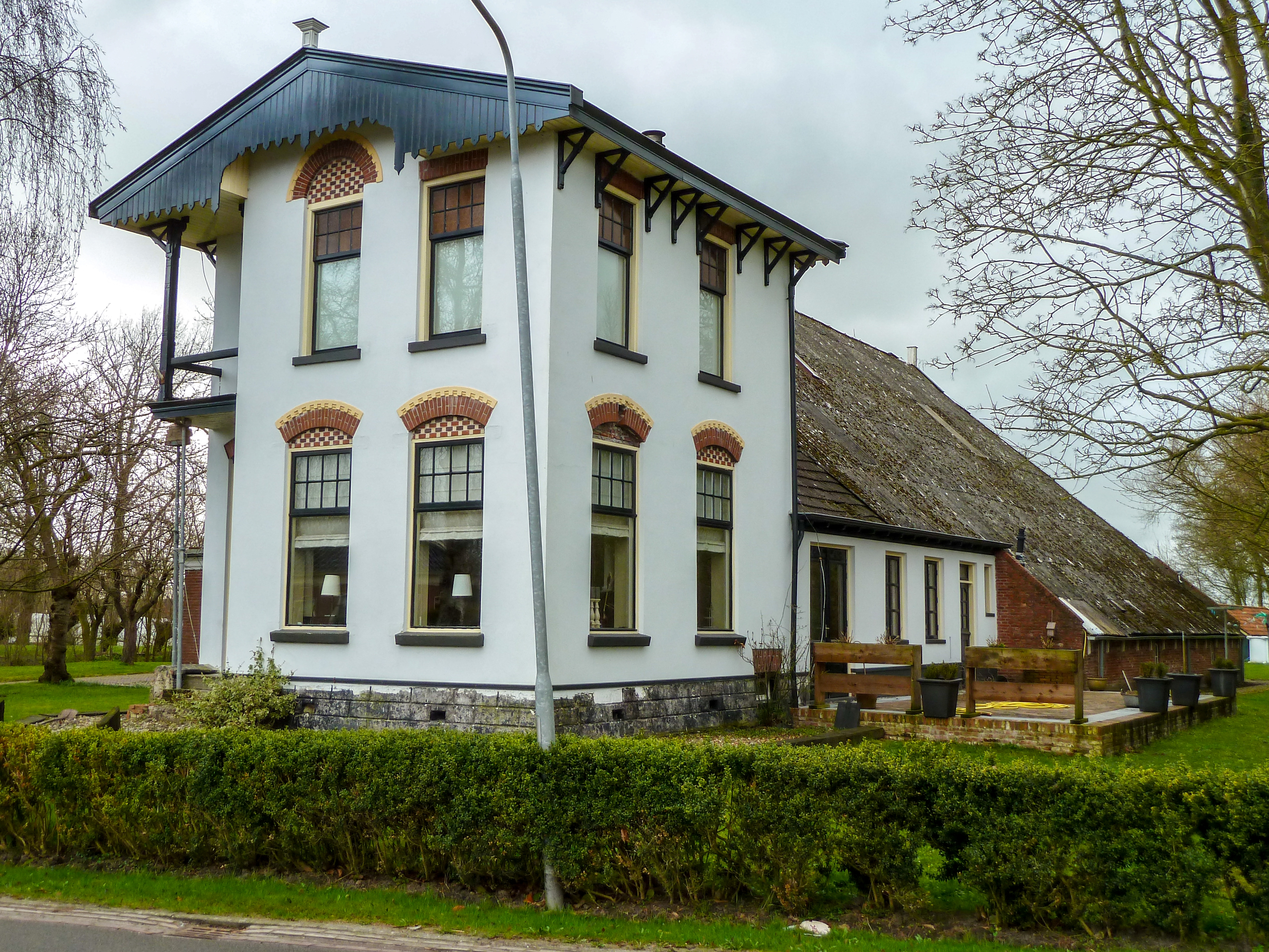
Вілла початку 20 сторіччя